# Al di là dei sogni
Al di là dei sogni (What Dreams May Come) è un film fantasy drammatico del 1998 diretto da Vincent Ward ed interpretato da Robin Williams. È ispirato al romanzo omonimo di Richard Matheson, pubblicato nel 1978, e contiene molti riferimenti allegorici alla Divina Commedia di Dante Alighieri e al mito di Orfeo ed Euridice. Il titolo è ispirato ad un verso dell'Amleto di William Shakespeare, nel famoso monologo della prima scena del terzo atto.
Il film ha incassato oltre 71 milioni di dollari, ma è costato circa 80 milioni di dollari.

## Trama
(Tagline del film)
Chris e Annie si incontrano casualmente su un lago al confine con la Svizzera: Annie urta la barca di Chris con la propria, poi lo ritrova e gli offre una cena. I due si innamorano, si sposano e hanno anche due figli, Ian e Marie. La famiglia vive anni pieni di serenità e soddisfazioni: Chris è neurologo, Annie è una pittrice e restauratrice di dipinti. Una mattina entrambi i figli muoiono in un incidente stradale; nonostante il dolore la coppia riesce a trovare un nuovo equilibrio. Quattro anni dopo, anche Chris rimane ucciso mentre soccorre dei feriti in un incidente.
L'anima di Chris viene aiutata a prendere coscienza della sua morte da Albert. Inizialmente l'anima non può fare a meno di stare accanto ad Annie, che intanto cade in depressione; poi però si rende conto che deve abbandonarla per farla tornare un minimo in sé. Chris si ritrova in un paesaggio montano simile ad un quadro della moglie e simile al luogo in cui i due volevano passare la vecchiaia.
Chris viene sempre seguito da Albert e in seguito da una hostess. Vive dei suoi ricordi ed impara a stare nella nuova realtà, creata dalla sua mente. Quando Annie si suicida, l'equilibrio viene rotto. Albert dice a Chris che il suicidio obbliga all'inferno perché l'anima ha interrotto l'ordine della vita e non si rende conto del suo gesto. L'uomo però non vuole arrendersi e fa in modo di poter scendere all'inferno per ritrovare sua moglie.
Aiutati da uno psichiatra, Chris e Albert scendono all'inferno passando dai colori del paradiso agli ambienti cupi di un fiume pieno di anime e di un mare in tempesta. Arrivati davanti a Cerbero, un relitto di una nave che rappresenta la porta dell'inferno, Chris riconosce Albert, che in realtà è il figlio Ian, ed è costretto a lasciarlo per evitare distrazioni nella difficile ricerca di Annie.
Salito con lo psichiatra fino ad un livello popolato da facce che sbucano dal terreno, Chris riesce ad individuare la moglie, che si è costruita una realtà molto simile alla casa in cui vivevano, ma in rovina. Lo psichiatra a quel punto si fa riconoscere come Albert, il vecchio professore, spiegando che lui potrà solo dire ciò che prova alla moglie, senza che essa possa riconoscerlo; e soprattutto avvertendolo che se rimane troppo tempo con lei, la sua anima potrebbe venire persa nella lugubre realtà che la moglie stessa si è costruita.
Chris entra spacciandosi per un vicino. Annie non lo riconosce e Chris le racconta della sua storia, della moglie che si è uccisa dopo la morte dei figli. Annie sembra sul punto di riconoscerlo, ma poi si sente attaccata e lo respinge: Chris capisce che non c'è nulla da fare per salvarla. Esce dalla casa, saluta Albert e ritorna dentro per perdersi e poter così vivere con la moglie. Continuando a ricordare, però, riesce a far breccia nel cuore di Annie che capisce la sua situazione e salva entrambi.
Entrambi si ritrovano nel paradiso di Chris, dove li raggiungono i figli e Albert. Dopo aver vissuto insieme, decidono di reincarnarsi per poter vivere di nuovo, sapendo di ritrovare nuovamente i figli in paradiso.

## Temi
La pellicola tratta temi quali l'amore, la morte, l'aldilà e la reincarnazione in una maniera molto originale, articolandosi in diverse situazioni: la vita reale nel presente, ricordi della vita, alternata all'aldilà dei personaggi che li porta a vivere in paradiso o all'inferno, il tutto in chiave molto dantesca e con elementi orientali.
Il film non tratta il tema della vita dopo la morte secondo i canoni di una specifica religione, ma unisce più elementi presi da varie religioni e culture.
Una base è quella cristiana, ma vengono uniti elementi orientali (come la reincarnazione), e elementi non canonici e non riconosciuti da tutti, come la salvezza dopo il suicidio.
Durante il corso del film, è determinante l'intensità dei colori. Le scene sono molto sature dal punto di vista cromatico: ritraggono paesaggi da sogno, che possono ricordare quadri di tipo impressionista, nel "paradiso", mentre sono molto cupe e tenebrose nel rappresentare "l'inferno", rispecchiando lo stato d'animo dei protagonisti della scena.
Una scena significativa che dimostra il legame dei due è quando in paradiso un albero, apparso solo dopo che Annie lo ha dipinto (dopo la morte di Chris), comincia a perdere le foglie perché Annie con un solvente lo cancella dal suo dipinto.
All'interno di molte scene soprattutto negli inferi compaiono numerose opere astratte.
L'arte è un elemento costante e ricorrente per tutto il film.

## Produzione

### Riprese
Le riprese del film furono effettuate tra Stati Uniti e Venezuela dal 23 giugno al 7 ottobre 1997. Tra le location utilizzate figurano il Parco nazionale dei ghiacciai nel Montana e le cascate del Salto Angel in Venezuela.
Parte della sequenza dell'inferno è stata girata sullo scafo decrepito della portaerei classe Essex USS Oriskany mentre era ancorato a Mare Island, in California. La nave fu successivamente affondata per far posto a una barriera artificiale il 17 maggio 2006.

## Accoglienza
Il film ha ricevuto critiche miste, che ne hanno lodato in particolare l'aspetto tecnico ma talvolta criticato la trama. Sul sito Rotten Tomatoes registra un consenso del 54% basato su 69 recensioni professionali, con un punteggio medio di 5.6/10.
Roger Ebert diede un giudizio di tre stelle e mezzo su quattro, commentando: 
James Berardinelli diede invece un giudizio di tre stelle su quattro, commentando:
Il quotidiano La Stampa la definì "una storia che piace e commuove".

## Riconoscimenti
- 1999 - Premio Oscar
  - Migliori effetti speciali a Joel Hynek, Nicholas Brooks, Stuart Robertson e Kevin Scott Mack
  - Nomination Migliore scenografia a Eugenio Zanetti e Cindy Carr
- 1999 - Satellite Award
  - Migliori effetti speciali a Ellen Somers
- 1999 - Blockbuster Entertainment Awards
  - Miglior attore non protagonista in un film drammatico/romantico a Cuba Gooding Jr.
- 1999 - Image Award
  - Nomination Miglior attore non protagonista a Cuba Gooding Jr.
- 1999 - Art Directors Guild
  - Miglior scenografia a Eugenio Zanetti, Jim Dultz, Tomas Voth e Christian Wintter
- 1998 - Awards Community Circuit Awards
  - Migliori effetti speciali
- 1999 - International Monitor Awards
  - Migliori effetti speciali a Deak Ferrand, Jacques Levesque, Yanick Dusseault, Kenneth Littleton e Lawrence Littleton
- 1999 - Online Film & Television Association
  - Migliori effetti speciali a Joel Hynek, Nicholas Brooks, Stuart Robertson e Kevin Scott Mack

## Cameo
- Nel livello popolato da facce che sbucano dal terreno, il volto che rivolge la parola a Chris è quello del famoso regista Werner Herzog.